# Paus Benedictus VI
Benedictus VI (Rome, geboortedatum onbekend - aldaar, juni 974) was paus van oktober 972 tot 974. Benedictus was kardinaal-deken van de Sint-Theodoruskerk in Rome. Hij is de zoon van een monnik en een Frankische vrouw. Over zijn pontificaat is verder weinig bekend, behalve over zijn dramatisch einde.
Na het overlijden van Otto I (973), maakte Crescentius, een broer van paus Johannes XIII, zich meester van Rome. Benedictus werd gekerkerd en tegenpaus Bonifatius nam zijn plaats in. Benedictus werd gewurgd op bevel van de tegenpaus.
Cursief: tegenpaus